# Aeroportul Lague
Aeroportul Lague (IATA: LCO, ICAO: FCBL) este un aeroport din Republica Congo.
Situat la o altitudine de 830 m, aeroportul dispune de o singură pistă.